# Старососедово
Старососедово — деревня в Искитимском районе Новосибирской области. Входит в состав Легостаевского сельсовета.

## Топоним
Первоначальное название Суседово. 

## География
Деревня стоит на реке Тальменка.
Площадь деревни — 68 гектар

## История
Деревня известна с середины XVIII века.

## Население
| 2002 | 2007 | 2010 |
| ---- | ---- | ---- |
| 205  | ↘196 | ↘168 |

## Инфраструктура
Личное подсобное хозяйство с зоной сельскохозяйственного использования, индивидуальная застройка усадебного типа.
В деревне по данным на 2007 год функционируют 1 учреждение здравоохранения и 1 учреждение образования(Дом культуры).

## Достопримечательности
Памятник «Землякам, погибшим на Ивановой горе в годы Великой Отечественной войны».

## Транспорт
Деревня доступна автотранспортом. Остановка общественного транспорта «Старососедово».